# AAC+

types AAC

AAC+ of HE-AAC is een MPEG-4-audiocodec, en staat voor Advanced Audio Coding.
AAC+ combineert drie technieken: AAC, Spectral band replication (SBR, reproduceert hoge tonen), Parametric Stereo (PS, combineert 2 monostreams en maakt er een stereosignaal van terwijl er slechts 2-3kb/s extra informatie wordt gebruikt). De codec is vooral geschikt voor lage bitrates. Op bitrates van 32-64 kb/s heeft AAC+ veelal de beste geluidskwaliteit tegenover andere codecs. Bij hogere bitrates is AAC+ nog steeds beter dan MP3, een AAC+ van 80/96 kb/s klinkt ongeveer als een 128/140 kb/s MP3, maar met dezelfde grootte als de 96 kb/s MP3. Bij 128 kb/s en meer maakt het niet uit, het zal gelijk klinken aan MP3. AAC+ wordt vooral gebruikt voor internetradio en mediaspelers waar de opslagcapaciteit niet al te hoog is.
Ook is het de codec die gebruikt wordt voor digitale etherradio in DAB+ vorm.

## Ondersteuning
AAC+ wordt door steeds meer applicaties ondersteund. Winamp en Foobar2000 waren de voornaamste mediaspelers die AAC+ in eerste instantie ondersteunden. iTunes ondersteunt vanaf versie 9.0 AAC+ streams (HE-AAC) waarmee een grote gebruikersgroep nu gebruik kan maken van streams die gebruikmaken van deze codec.
Orban, bekend van de Optimod, biedt een door Adobe Flash ondersteunde versie aan die werkt met Windows Media Player.

## Andere namen

HE-AAC en HE-AAC v2

Er zijn meerdere namen voor AAC+, waarvan AAC+ en HE-AAC (HE = High Efficiency) het meest gebruikt worden. Er zijn ook nog: aacPlus, aacPlusV2, eAAC+, en NeroDigital Audio.